# Xiaomi SU7
De Xiaomi SU7 is een elektrische full-size sedan, ontwikkeld door het Chinese bedrijf Xiaomi. De auto wordt onder contract vervaardigd door BAIC Off-road. Hij werd aangekondigd in december 2023, met leveringen aan klanten voor de Chinese markt gepland voor februari 2024.
De SU7 is verkrijgbaar in twee versies, namelijk SU7 en SU7 Max. Volgens Xiaomi staat 'SU' voor 'Speed Ultra' en geeft het cijfer 7 het marktsegment van de auto aan.

## Geschiedenis
Xiaomi kondigde in maart 2021 zijn voornemen aan om de markt voor elektrische voertuigen te betreden. Lei Jun, CEO van Xiaomi, beweerde dat het bedrijf 10 miljard yuan (1,4 miljard dollar) in het project zou investeren. Xiaomi Automobile werd opgericht in 2021, gevestigd in de economische en technologische ontwikkelingszone van Beijing. Xiaomi kreeg in augustus 2023 een vergunning om voertuigen te produceren van de Chinese Nationale Ontwikkelings- en Hervormingscommissie.
De SU7 is ontwikkeld onder de codenaam MS11. De productie begon in december 2023.

## Ontwerp
Het ontwerpteam stond onder leiding van hoofdontwerper Li Tianyuan, die werd weggehaald bij BMW. Volgens Lei Jun heeft hij drie ontwerpvoorstellen afgewezen vanwege bezorgdheid over de duurzaamheid. Xiaomi heeft de auto vergeleken met de Porsche Taycan en Tesla Model S.
De sedan heeft luchtvering met adaptieve dempers, een actieve shuttergrille en een actieve achtervleugel met vier verstelniveaus.
De SU7 is uitgerust met een 16,1-inch touchscreen-infotainmentcenter met 3K-resolutie. Het infotainmentsysteem wordt aangedreven door een Qualcomm Snapdragon 8295 system-on-a-chip (SoC) en draait op HyperOS-software.
De auto heeft standaard een rijhulpsysteem van het merk Xiaomi Pilot met 16 functies. Het maakt gebruik van twee Nvidia Drive Orin-systeem SoC's.

## Specificaties
Het bedrijf beweert dat de luchtweerstandscoëfficiënt van de SU7 met 0,195 de laagste ter wereld is.
De SU7 is gebouwd op een elektrische architectuur van 800 volt met een maximum van 871 volt. Het bedrijf brengt de elektromotoren die door de SU7 worden gebruikt op de markt als de "HyperEngine V6 Series". De basis-SU7 met achterwielaandrijving werkt op 400 volt met een vermogen van 220 kW en een koppel van 400 Nm. De vierwielaangedreven SU7 Max werkt op 800 volt en levert in totaal 495 kW en 500 Nm.
De SU7 gaat in 5,3 seconden van 0-60. De SU7 Max gaat van 0-60 in 2,78 seconden.
De snelheid is beperkt tot 210 km/u voor het basismodel, en 265 km/u voor de SU7 Max.
De SU7 Max maakt gebruik van een NMC-batterij van 101 kWh, geproduceerd door CATL en gebrandmerkt als Qilin. De basis-SU7 met achterwielaandrijving gebruikt een kleinere LFP-batterij van 73,6 kW.